# Elif Ceylan
Elif Ceylan, född 1995, är en svensk röstskådespelare. Hon gjorde rösten till vampyren Eli, den kvinnliga huvudrollen, i filmen Låt den rätte komma in från 2008.